# Kaokolandia
Kaokolandia (también llamado Kaokoveld) fue un bantustán situado en el noroeste de África del Sudoeste (actual Namibia), destinado por el gobierno sudafricano del apartheid para constituir una patria (homeland) que albergaría a los miembros de la etnia himba. A pesar de estas intenciones, nunca llegó a establecerse un gobierno en la región.

## Formación

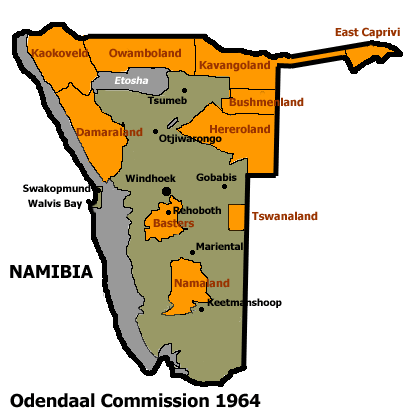
Bantustanes en el territorio de África del Sudoeste con Kaokolandia al noroeste del país.

Su creación fue producto de la política de desarrollo separado que el gobierno de Sudáfrica implementó como parte de su sistema de apartheid durante la ocupación y administración de la antigua colonia alemana de África del Sudoeste.
La premisa principal detrás de su creación fue la de dedicar un área de territorio reservada exclusivamente para los miembros de la etnia himba, donde éstos pudieran desarrollarse en forma aislada de las zonas reservadas a los blancos.
La región ocupó un área de 48.982 km 2 y, según el Reporte Odendaal publicado en 1964, contaba con una población cercana a 5000 habitantes para esa época.

## Disolución
Kaokolandia, como otras patrias en África del Sudoeste, fue abolida en mayo de 1989, al iniciarse la transición hacia la independencia de Namibia.
En la actualidad, el territorio de este bantustán está incluido principalmente en la región administrativa de Namibia llamada Kunene.

## Desierto de Kaokoveld
Al norte del desierto del Namib se extiende el desierto de Kaoko o de Kaokoveld, entre Namibia y Angola, tiene una extensión de 45.000 kilómetros cuadrados y está atravesado por el río Kunene.